# Lassan (musica)
Lassan (dall'ungherese "lentamente") o più propriamente lassú (dall'ungherese "lento") è un termine musicale usato per descrivere la sezione lenta delle csárdás, delle danze popolari ungheresi, o della maggior parte delle Rapsodie ungheresi di Liszt, che prendono forma da queste danze. In generale, il lassan ha un tono cupo e scuro o formale e solenne.